# کاظم جلالی
کاظم جلالی (زاده ۳ مرداد ۱۳۴۶ در روستای شاهکوه از توابع شهرستان گرگان)، سیاستمدار و دیپلمات ایرانی، سفیر کنونی جمهوری اسلامی ایران در روسیه و نماینده سابق تهران، ری، شمیرانات، اسلامشهر و پردیس، در دوره دهم مجلس شورای اسلامی است.
کاظم جلالی پیشتر نماینده مردم شاهرود در ادوار ششم تا نهم مجلس شورای اسلامی بود. او دانش‌آموخته دانشگاه امام صادق می‌باشد و دارای کارشناسی ارشد پیوسته و دکتری در زمینه علوم سیاسی است. جلالی رئیس مرکز پژوهش‌های مجلس شورای اسلامی، رئیس فراکسیون مستقلین ولایی مجلس، رئیس گروه روابط پارلمانی جمهوری اسلامی ایران با پارلمان اروپا در دوره‌های هشتم، نهم و دهم مجلس شورای اسلامی و نایب رئیس کمیته اجرایی اتحادیه بین‌المجالس جهانی بوده‌است.

## نماینده ادوار ششم تا دهم مجلس
وی در سال ۱۳۷۸ با غلبه بر رقیب اصلی خود یعنی علی اکبر جلالی (عضو هیئت علمی دانشگاه علم و صنعت) توانست برای اولین بار به مجلس شورای اسلامی راه یابد همچنین وی توانست ۳ بار دیگر در سال‌های ۱۳۸۲ و ۱۳۸۶ و نیز در سال ۱۳۹۰ به مجلس راه یابد تا جز معدود افرادی باشد که توانسته‌است برای چهارمین بار پیاپی وارد مجلس شود. او در ادوار ششم تا نهم مجلس شورای اسلامی، نماینده شاهرود ومیامی بود.
در انتخابات مجلس دهم، جلالی از این در مصاحبه‌ای در روز ۲۲ بهمن ۱۳۹۴ گفت: «من به عنوان یک اصولگرای مستقل در انتخابات شرکت کنم و در زمان ثبت‌نام نیز گفتم که هم اصولگرا و هم مستقل هستم». از طرفی ائتلاف اصولگرایان به دلیل نزدیکی وی به علی لاریجانی، نام او را در فهرست خود قرار نداد.
نهایتاً در دهمین دوره انتخابات مجلس شورای اسلامی، کاظم جلالی، در لیست سی نفرهٔ ائتلاف فراگیر اصلاح طلبان: گام دوم در تهران حضور داشت و توانست با کسب ۱٬۲۹۲٬۶۸۶ رأی، در رتبهٔ ششم تهران، وارد مجلس دهم شود. تمامی سی نفر اعضای این لیست در تهران روانه بهارستان شدند. فاطمه هاشمی رفسنجانی، از چهره‌های اصلاح‌طلب ایران در خصوص حضور جلالی در لیست اصلاح‌طلبان و حامیان دولت عنوان داشت: «آقای کاظم جلالی در شاهرود رأی نداشت. با اینکه علیه حزب ما بیانیه داده و درمورد برخی از شخصیت‌ها خواهان برخورد شدید شده بود و حتی در زمانی که در کمیسیون امنیت ملی مسئول رسیدگی به وضعیت زندانیان در سال ۸۸ شد، به وظیفه خود خوب عمل نکرد اما در لیست قرار گرفت.»
کاظم جلالی پس از انتصاب به عنوان سفیر جدید ایران در مسکو از نمایندگی مجلس استعفا داد و در ۱۹ آبان ۱۳۹۸ با این استعفا موافقت شد.

## پستهای مجلس
- رئیس مرکز پژوهش‌های مجلس شورای اسلامی از ۱۱ تیر ۱۳۹۱ تا ۱۹ آبان ۱۳۹۸
- رئیس فراکسیون مستقلین ولایی مجلس شورای اسلامی
- نماینده دوره دهم مجلس از حوزه انتخابیه تهران، ری، شمیرانات، پردیس و اسلامشهر
- نماینده دوره‌های ششم، هفتم، هشتم و نهم مجلس از حوزه انتخابیه شاهرود و میامی شاهرود و میامی
- عضو کمیسیون امنیت ملی و سیاست خارجی مجلس در دوره‌های ۶، ۷، ۸، ۹ و ۱۰
- سخنگوی سابق کمیسیون امنیت ملی و سیاست خارجی مجلس شورای اسلامی
- مدیر دفتر سیاسی مرکز پژوهش‌های مجلس شورای اسلامی از سال ۱۳۷۶ تا ۱۳۷۸
- نایب رئیس کمیسیون تدوین آیین‌نامه داخلی مجلس شورای اسلامی

## مسئولیت‌های بین‌المللی
- سفیر جمهوری اسلامی ایران در روسیه از آذر ۱۳۹۸ تاکنون
- نایب رئیس کمیته اجرایی اتحادیه بین‌المجالس جهانی از سال ۱۳۹۵ تا ۱۳۹۸ و عضو کمیته اجرایی این اتحادیه از سال ۱۳۹۴ تا ۱۳۹۸
- رئیس گروه روابط پارلمانی جمهوری اسلامی ایران با پارلمان اروپا در دوره‌های هشتم، نهم و دهم مجلس شورای اسلامی
- عضو کمیته اجرایی گروه بین‌المجالس مجلس شورای اسلامی از ۱۳۸۲ تا ۱۳۸۶
- رئیس گروه‌های دوستی پارلمانی ایران با فرانسه، رومانی، مالی، نامیبیا و ساحل عاج در دوره دهم مجلس شورای اسلامی
- عضو کمیته و شورای اجرایی اتحادیه بین‌المجالس کشورهای اسلامی از سال ۱۳۸۰ تا ۱۳۹۸
- عضو کمیته حقوق بشر نمایندگان اتحادیه بین‌المجالس جهانی به نمایندگی از منطقه آسیا پاسیفیک
- رئیس گروه دوستی پارلمانی ایران و سوریه و ایران و روسیه در دوره هفتم مجلس شورای اسلامی

## تالیفات
- مطالعات تطبیقی اندیشه‌های هابز، لاک و روسو در خصوص تعارض اجتماعی
- مطالعه تطبیقی اصول مشروعیت حکومت اسلامی و حکومت‌ها بر مبنای نظریه تعارض اجتماعی
- نقش پارلمان‌ها در نظام‌های سیاسی
- پارلمان در جمهوری اسلامی ایران و اثرات آن در کارایی کل نظام